# 都灶君廟
都灶君庙是位于北京崇文门外东花市大街路北的一座道教宫观。现已无存。

## 历史
都灶君庙建于明朝。清朝康熙年间（1662年至1721年）重修。都灶君庙是北京城最大的灶君庙，内祀北京城的“总”灶王爷。据清末朱一新的《京师坊巷志稿·卷下》记载，“花儿市大街……灶君庙，明建，有孙岳、冯云骕二碑。岁八月朔至三日有庙市。”陈宗蕃《燕都丛考》中引《顺天时报丛谈》载，“都灶君庙在花儿市东，亦明时旧寺，现已无考，有古柏一，康熙年重建寺，每年阴历八月初一、初二、初三三日开放，厨行中人每多于此日召集同行祀神云。”
旧时，厨行学徒拜师或出师（谢师）的时候，均要在都灶君庙祭灶神，摆酒席宴请同行，举行拜师或者谢师仪式。
中华民国时期，该庙被改建为穆德小学。如今该校早已改名为东花市回民小学。

## 建筑
都灶君庙有前殿、后殿。1910年代到1920年代，都灶君庙内两庑之中平时有花行人办理公益事业；后殿东跨院为一私塾。　 

## 庙会
相传农历八月初三日为灶君张单（字子郭）的诞辰，故厨行在都灶君庙祀神，称为“灶君会”。每年八月初一日至初三日，都灶君庙举办三天庙会。此外，腊月二十三日为灶君朝天之日，都灶君庙开放一天。
庙会期间，北京各大饭馆的厨师均赴都灶君庙进香，附近的居民也前往参观。开庙期间，庙内不设摊位，庙市设在庙外。庙市上摊贩鳞次栉比，主要贩卖锅、碗、瓢、盆、炒勺、菜刀等厨具，此外还有百货、绢花、绫花、绒花等等。农历八月接近中秋，故都灶君庙庙市的耍货摊子主要出售泥制的兔儿爷，以及祭祀兔儿爷用的供器、香炉、蜡扦等等。腊月二十三日开庙期间，摊贩主要出售关东糖、南糖等祭灶的供品以及年货。
庙会期间，后殿跨院的私塾会停课，将院子腾出，在此演一到两场河北梆子等地方小戏以谢神。

## 铁狮子
老北京有句俏皮话儿（歇后语）：“灶君庙的狮子——铁对儿”。前半句是指安放在都灶君庙门前的一对铁狮子。“铁对儿”一词有数种解释，一是形容两人关系好，形影不离；二是比喻两人为死对头，仇恨深厚；三是工作上无法分开的搭档。
这对铁狮子高约1米，长约1米，每只重约250公斤，均呈蹲坐姿态。左为雄狮，右为雌狮。两只铁狮子的胸前及两侧均铸有铭文，雄狮的授带上铸有“崇文门外上头条巷童子圣会诚献”。雌狮的授带有铸造时间为“大清康熙岁次己已季秋豰日”，即1689年秋季农历最后一个月中的一个吉日。其他文字为捐助者姓名。东侧雄狮身上铸有59个人名，西侧雌狮身上铸有41个人名，总共100个捐助者姓名。
灶君庙改为穆德小学后，这对铁狮子仍在小学门前。1958年大跃进期间大炼钢铁时，铁狮子未被毁灭。文化大革命期间，铁狮子本应作为“四旧”遭到“破除”，但锤子砸下后只在铁狮子身上留下锤痕和裂纹，铁狮子未被砸碎。后来，这对铁狮子不知去向。文化大革命结束后，回民小学的一位老教师经过多年寻找，最后从其儿子处得知北京东郊某文物商店的库房内有一对铁狮子，经过辨认就是都灶君庙前的铁狮子。此后，经回民小学校方同文物部门协商，铁狮子于1986年被迎回回民小学。现在，铁狮子安放在回民小学新楼的楼门两侧。